# Mustela strigidorsa
Mustela strigidorsa är ett rovdjur i familjen mårddjur.

## Utseende
Kännetecknande är en krämvit strimma på djurets rygg. Kinderna, främre halsen och bröstet är gulaktiga. Den övriga kroppen är rödbrun. Liksom hos barfotsvesslan finns inga hår på fotsulan. Djuret når en kroppslängd (huvud och bål) mellan 30 och 36 centimeter och en svanslängd mellan 18 och 20 centimeter. Vikten varierar mellan 1 och 2 kg. Tandformeln är liksom hos de flesta mårddjur I 3/3 C 1/1 P 3/3 M 1/2, alltså 34 tänder. Öronen och de svarta ögonen är små. Största delen av de yttre öronen är gömd i pälsen.

## Utbredning och habitat
Arten förekommer i Sydostasien. Utbredningsområdet sträcker sig från Nepal över Myanmar och södra Kina till norra Vietnam. Habitatet utgörs främst av skogar som oftast ligger 1 200 till 2 200 meter över havet. Mustela strigidorsa förekommer även i låglandet och i 2 500 meter höga bergstrakter. Ibland besöker den buskskogar, gräsmarker eller jordbruksmark.

## Ekologi och status
Det är inte mycket känt om artens levnadssätt. Antagligen lever varje individ ensam, som hos de flesta vesslor. Reviren av olika kön kan överlappa varandra. Den jagar troligtvis mindre däggdjur och andra små byten som insekter och daggmaskar.
Det största hotet mot arten utgörs av förstöring av dess levnadsområde. Populationen uppskattades tidvis med mindre än 10 000 exemplar. IUCN listade arten därför som sårbar. Nyare undersökningar visade att arten är inte lika sällsynt som det befarades. Den listas sedan 2008 som livskraftig.